# Église protestante durant la Seconde Guerre mondiale
Cet article concerne l’Église protestante durant la Seconde Guerre mondiale.
Durant la Seconde Guerre mondiale, les protestants ont fréquemment pris part à la résistance.

## Allemagne[1]
En 1940, Theophil Wurm, évêque du Würtemberg, remplaça Niemöler à la direction de l'Église protestante et protesta contre les crimes commis par les nazis (par exemple, l'euthanasie). L'Église resta, en revanche, réservée s'agissant de la « question juive ».

## France[2]
Au début de l'occupation, l'Église réformée de France affirme son soutien au régime de Vichy. Cependant, à partir de la fin de l'année 1940, les lois antisémites déclenchent un changement d'opinion de la part de la communauté en général. En reprenant l'avis de l'opinion de l'Église Réformée de France, le pasteur Marc Boegner présente une lettre de soutien au grand rabbin Isaïe Schwartz, ainsi qu'une lettre de protestation officielle à l'amiral Darlan. Les « thèses de Pomeyrol » de septembre 1941 stipulent même que l'Église protestante doit combattre « toute influence totalitaire et idolâtre ». L'Église réformée blâme également les rafles de juillet 1942. Les possibles raisons de cette résistance sont, d'une part, « la vocation inamissible du peuple de Dieu (les juifs) pour le salut de toute l'humanité », et, d'autre part, les droits de tout homme à la vie et les devoirs de tout homme à la protéger.